# Ґаннінґ Бедфорд
Ґаннінґ Бедфорд (англ. Gunning Bedford, 1747-1812) — американський революціонер. Як і чимало інших батьків Конституції, Бедфорд народився у великій родині. Сусід Джеймса Медисона у гуртожитку Коледжу Нью-Джерсі, пізніше вивчав право у Філадельфії. Переїхав до Делаверу, де адвокатував, обирався конгресменом штату, депутатом Континентального конгресу і генеральним прокурором. Був членом редакційної комісії, яка опрацювала Великий компроміс, представляв інтереси малих штатів. Після Конвенту багато років працював суддею федерального окружного суду.